# 阮玉嘉福
阮玉嘉福（越南语：／；1847年—1887年），又名阮玉嘉篤，越南绍治帝第三十五女，生母宮人胡氏懿兒。
紹治七年（1847年），阮玉嘉福出生。嗣德十六年（1863年），下嫁武顯殿大學士智勇將壯烈伯阮知方之子阮林。嗣德二十二年（1869年），获封同春公主（越南语：／）。嗣德二十六年（1873年），丈夫阮林随公公阮知方在北圻阵亡，嗣德帝追贈其為兵部侍郎。公主后來与嘉兴王阮福洪休私通，并生有一女，因此受罚，经慈裕太皇太后范氏姮赦免，回宫居住，但削去宗籍，改從母姓，名胡氏篤。同慶乙酉年十月（1885年11月），恢復公主封爵，但刪去封號同春。同慶二年八月（1887年9月），改封复礼公主（越南语：／）。同慶三年（1888年）薨，年四十有二，諡美淑。

## 家庭
阮玉嘉篤與駙馬阮林育有3子2女。
- 长子阮知檢，廕授翰林院典籍，后为肇豐府知府，尚书衔致事，保大十四年（1939年）去世。
- 次子阮知至，廕授锦衣校尉。